# Adriopea pallidata
Adriopea pallidata – gatunek chrząszcza z rodziny kózkowatych i podrodziny zgrzypikowych. Jedyny przedstawiciel rodzaju Adriopea.

## Zasięg występowania
Gatunek ten występuje na Nowej Zelandii.